# Кубок Чехії з футболу 1996—1997
Кубок Чехії з футболу 1996–1997 — 4-й розіграш кубкового футбольного турніру в Чехії. Титул вперше здобула Славія (Прага).

## Календар
| Раунд            | Дата                      | Матчі | Клуби     |
| ---------------- | ------------------------- | ----- | --------- |
| Попередній раунд |                           | 20    | 132 → 112 |
| Перший раунд     |                           | 48    | 112 → 64  |
| 1/32 фіналу      |                           | 32    | 64 → 32   |
| 1/16 фіналу      |                           | 16    | 32 → 16   |
| 1/8 фіналу       | 16 квітня 1997            | 8     | 16 → 8    |
| 1/4 фіналу       | 30 квітня - 7 травня 1997 | 4     | 8 → 4     |
| 1/2 фіналу       | 13-14 травня 1997         | 2     | 4 → 2     |
| Фінал            | 15 червня 1997            | 1     | 2 → 1     |

## 1/16 фіналу
| Команда 1                  | Рахунок      | Команда 2                 |
| -------------------------- | ------------ | ------------------------- |
| 28 серпня 1996             |              |                           |
| Пелікан (Дечин)            | 1:1 пен. 6:5 | Тепліце                   |
| Арма (Усті-над-Лабем)      | 1:3          | Славія (Прага)            |
| Раковник                   | 0:2          | Вікторія Жижков           |
| Дукла (Прага)              | 2:0          | СК Чеське Будейовіце      |
| Дукла (Граніце)            | 1:4          | Каучук (Опава)            |
| Шумперк                    | 1:3          | Атлантік (Лазне Богданеч) |
| Куновіце                   | 1:4          | Петра (Дрновіце)          |
| Пршеров                    | 1:2          | Банік (Острава)           |
| Чеська Липа                | 0:1          | Слован (Ліберець)         |
| Железарни Тржинець         | 3:0          | Карвіна                   |
| ЛеРК Простейов             | 1:3          | Сігма (Оломоуць)          |
| Ксаверов (Горні Почерніце) | 1:2          | Чески Брод                |
| Яблонець                   | 1:1 пен. 4:3 | Богеміанс (Прага)         |
| Татран (Пошторна)          | 0:1          | Бобі (Брно)               |
| Спартак (Рихнов)           | 0:6          | Спарта (Прага)            |
| Пльзень                    | 0:2          | Вікторія (Пльзень)        |

## 1/8 фіналу
| Команда 1                 | Рахунок      | Команда 2         |
| ------------------------- | ------------ | ----------------- |
| 15-16 квітня 1997         |              |                   |
| Пелікан (Дечин)           | 0:5          | Славія (Прага)    |
| Бобі (Брно)               | 0:0 пен. 4:3 | Вікторія Жижков   |
| Дукла (Прага)             | 1:0          | Каучук (Опава)    |
| Петра (Дрновіце)          | 0:1          | Банік (Острава)   |
| Вікторія (Пльзень)        | 2:0          | Слован (Ліберець) |
| Железарни Тржинець        | 2:2 пен. 5:6 | Сігма (Оломоуць)  |
| Чески Брод                | 0:2          | Яблонець          |
| Атлантік (Лазне Богданеч) | 1:3          | Спарта (Прага)    |

## 1/4 фіналу
| Команда 1                 | Рахунок      | Команда 2          |
| ------------------------- | ------------ | ------------------ |
| 29 квітня - 7 травня 1997 |              |                    |
| Сігма (Оломоуць)          | 0:0 пен. 4:3 | Бобі (Брно)        |
| Дукла (Прага)             | 1:0          | Вікторія (Пльзень) |
| Спарта (Прага)            | 0:1 дч       | Банік (Острава)    |
| Славія (Прага)            | 2:0          | Яблонець           |

## 1/2 фіналу
| Команда 1         | Рахунок | Команда 2        |
| ----------------- | ------- | ---------------- |
| 13-14 травня 1997 |         |                  |
| Дукла (Прага)     | 1:0     | Сігма (Оломоуць) |
| Банік (Острава)   | 2:3     | Славія (Прага)   |

## Фінал
| 15 червня 1997 |

| Славія (Прага) | 1:0 дч   | Дукла (Прага) |
| -------------- | -------- | ------------- |
| Ваха 101'      | Протокол |               |

| Стадіон Евжена Рошицького, Прага Глядачів: 8 236 Арбітр: Любомир Пучек |